# Przeszczepienie włosów
Przeszczepienie włosów – zabieg z zakresu chirurgii plastycznej polegający na przeniesieniu mieszków włosowych z obszarów ciała nieulegających łysieniu (miejsca dawcze) na obszary pozbawione owłosienia (miejsca biorcze). Przeszczepienia dokonuje się u tego samego pacjenta (czyli jest to autotransplantacja) i jest ono najczęściej stosowane w leczeniu łysienia androgenowego (zarówno u mężczyzn, jak i kobiet). 
Przeszczepiane mieszki włosowe pochodzą najczęściej z tylnych i bocznych obszarów głowy i są umieszczane w miejscach objętych procesem łysienia (zwykle w rejonie czołowym i centralnym). W wybranych przypadkach miejscem dawczym bywa skóra owłosiona twarzy, klatki piersiowej i pleców. Przeszczepienie włosów stosowane jest także w celu odtworzenia owłosienia w obrębie brwi, rzęs, wąsów, brody, klatki piersiowej, łona, blizn pourazowych, pooparzeniowych, pooperacyjnych i po naświetlaniach promieniami rentgenowskimi.
Dokładna obserwacja owłosienia na głowie wykazuje, że włosy rosną w zespołach składających się z jednego do czterech włosów. Współczesne metody przeszczepiania włosów polegają więc na przenoszeniu tych zespołów, co daje naturalny efekt kosmetyczny. Lekarze zajmujący się przeszczepianiem włosów to specjaliści z zakresu chirurgii odtwórczej włosów.  

## Metody przeszczepiania włosów
Przeszczepień dokonuje się następującymi technikami:  
1. Metoda FUT (follicular unit transplantation) lub STRIP (ang: pasmo, pasek) – polega na pobraniu paska owłosionej skóry z tyłu lub boku głowy i zszyciu brzegów rany szwem kosmetycznym. Uzyskany fragment skóry jest dzielony na mikroskopijnej wielkości przeszczepy zawierające pojedyncze zespoły mieszkowe. Zaletą metody jest znacznie krótszy czas trwania operacji i możliwość uzyskania  dużej liczby mikroprzeszczepień podczas jednego zabiegu – od 2000 do 4000. Wadą jest pozostawienie w okolicy dawczej linijnej blizny o szerokości 1 mm. U osób z cienką i elastyczną skórą głowy blizny mogą ulec poszerzeniu.  
2. Metoda FUE (follicular unit extraction) – poszczególne zespoły mieszkowe są pobierane oddzielnie przy pomocy specjalnego instrumentu o średnicy od 0,8 mm do 1,0 mm.  Następnie przeszczepy są umieszczane w miejscach biorczych. Zaletą tej metody jest pozostawienie mikroskopijnych, rozproszonych blizenek w miejscach dawczych. Wadą jest znacznie dłuższy czas trwania procedury i możliwość wykonania do 2000 mikroprzeszczepień podczas jednego zabiegu.
3. Metoda BHT (body hair transplantation) – pobierane są włosy z partii ciała innych niż głowa. Najczęstsze miejsca pobrania to broda, klatka piersiowa, pachy. Wskazania do przeszczepienia włosów metodą BHT to między innymi brak wystarczającej ilości transplantów. Część specjalistów uważa metodę BHT za rodzaj FUE.
4. Metoda DHI (Direct Hair Transplatation) – Bezpośredni przeszczep włosów wykonywany jest za pomocą implantu znanego jako Choi Pen, który jest bardzo precyzyjnym narzędziem medycznym o średnicy 1 mm lub mniej. To niezwykle funkcjonalne narzędzie zapewnia idealny kierunek, kąt i głębokość, co pozwala chirurgom osiągnąć pożądane rezultaty. W ramach procedury, włosy usuwane są z obszaru dawcy za pomocą Choi Pen, a następnie natychmiastowo implantowane do obszaru biorcy bez zbędnych opóźnień.

## Różnice między metodami przeszczepu włosów FUT i FUE
Transplantacja włosów to zabieg, który pozwoli uzupełnić i zagęścić włosy, a planując go należy poznać plusy i minusy różnych metod. Przeszczep włosów FUT wymaga znieczulenia ogólnego, podczas gdy metoda FUE dokonywana jest w mniej inwazyjnym znieczuleniu miejscowym. Przeszczep włosów metodą FUE nie spowoduje także powstania dużej poprzecznej blizny (jak w przypadku FUT), a wiele mikroblizn, które są niewidoczne dla ludzkiego oka. Metody te różni także okres rekonwalescencji po zabiegu: pacjenci, którzy wybrali metodę FUE mogą na drugi dzień powrócić do codziennych aktywności. Wybierając metodę STRIP musimy liczyć się z długim gojeniem dość sporej blizny, która w późniejszym czasie wygląda nieestetycznie. Lekarz stosujący metodę FUE samodzielnie wybiera najlepszej jakości mieszki włosowe do przeszczepu, co gwarantuje sukces zabiegu i wspaniały efekt na długie lata.

## Historia
Już w starożytności około 1500 lat p.n.e. w papirusach Bersa widnieje wzmianka o przeszczepieniu włosów. Stosowanie płatów skóry owłosionej głowy w rekonstrukcji owłosienia na głowie zapoczątkowano w XIX wieku. Jako pierwszy ideę wolnych przeszczepień włosów zaproponował w 1822 niemiecki chirurg Johann Friedrich Dieffenbach.  W praktyce jako pierwszy przeszczepienie włosów wykonał japoński lekarz Okuda, który w 1939 opisał użycie wolnych fragmentów skóry owłosionej w rekonstrukcji brwi i oparzonych obszarów twarzy i głowy. Jako pierwszy w świecie zastosował i opisał w 1959 przeszczepienie włosów w korekcji łysienia androgenowego u mężczyzn amerykański dermatolog Norman Orentreich. Jest on także twórcą teorii „donor dominant”, według której przeszczepione włosy umieszczone w miejscu biorczym zachowują swoje cechy z miejsca dawczego. Dopiero na początku XXI wieku podważył ją koreański lekarz Sungjoo T. Hwang, który wykazał, że miejsce biorcze wpływa w pewnym stopniu na wzrost przeszczepionych włosów i zmienia ich cechy. 
Jako pierwszy w Polsce w 1984 wykonał zabieg przeszczepienia włosów chirurg Jerzy Kolasiński. Jest on autorem ponad stu prac poświęconych chirurgii odtwórczej włosów publikowanych i prezentowanych w Polsce i za granicą. Jako pierwszy w świecie opublikował algorytm rekonstrukcyjnego leczenia ubytków owłosienia na głowie u dzieci. 
Początkowo przeszczepy włosów miały średnicę 4–5 mm, co powodowało nienaturalny efekt wzrostu włosów. W 1981 fiński chirurg Rolf Nordstrom jako pierwszy zastosował mikro przeszczepy, które znacznie poprawiły efekt estetyczny zabiegu. W tym czasie także brazylijski chirurg Carlos O.Uebel jako pierwszy zaczął wykonywać rozległe operacje przekraczające 1000 przeszczepów podczas jednej sesji. Pod koniec lat 80. amerykański lekarz Bobby L.Limmer zastosował mikroskop do uzyskiwania pojedynczych zespołów mieszkowych. Dziś standardem jest stosowanie tego rozmiaru przeszczepów i umieszczanie ich w mikroskopijnych nacięciach w skórze miejsca biorczego. Na porządku dziennym jest wykonywanie od 2000 do 4000 przeszczepów podczas jednego zabiegu.

## Powody wykonywania tego zabiegu
Zabieg przeszczepienia włosów wykonywany jest z następujących przyczyn:
- łysienie androgenowe u mężczyzn
- łysienie androgenowe u kobiet
- łysienie pourazowe
- łysienie po oparzeniach
- łysienie po napromieniowaniu
- łysienie spowodowane stanami zapalnymi skóry głowy (po ich wyleczeniu)
- blizny pooperacyjne
- potrzeba uzupełnienia zabiegów rekonstrukcyjnych skóry owłosionej głowy
- ubytki brwi, rzęs, wąsów i brody
- ubytki owłosienia łonowego
- rekonstrukcja owłosienia klatki piersiowej u transseksualistów typu k/m.

## Powikłania po przeszczepieniu włosów
Zabieg transplantacji włosów jest stosunkowo bezpiecznym zabiegiem. Wykonywany jest w większości przypadków tylko w znieczuleniu miejscowym. Poza tym skóra głowy jest bardzo dobrze ukrwiona i infekcje zdarzają się bardzo rzadko. Bardzo rzadko powstaje też stan zapalny mieszków włosowych, przerosłe blizny i keloidy.